# Aulacocyclus tricuspis
Aulacocyclus tricuspis es una especie de coleóptero de la familia Passalidae.

## Distribución geográfica
Habita en Nueva Caledonia.